# Nanarchaea bryophila
Nanarchaea bryophila är en spindelart som först beskrevs av Hickman 1969.  Nanarchaea bryophila ingår i släktet Nanarchaea och familjen Pararchaeidae. Inga underarter finns listade i Catalogue of Life.